# DR-CAFTA

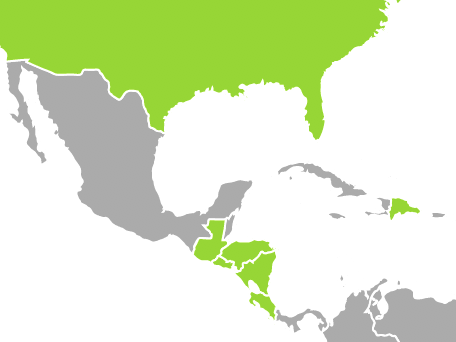
Státy, které schválily začlenění do DR-CAFTA

Dominican Republic–Central America Free Trade Agreement (DR-CAFTA; do ledna 2004 Central America Free Trade Agreement, CAFTA, angl. Dominikánsko–středoamerická smlouva o volném obchodu) je obchodní dohoda (právně vzato pakt podle mezinárodního práva, nikoli práva Spojených států amerických), původně ve formě smlouvy mezi USA a středoamerickými státy Kostarika, Salvador, Guatemala, Honduras a Nikaragua. Původní běžně užívaná zkratka pro tuto dohodu, CAFTA, se změnil v lednu 2004, když do ní vstoupila Dominikánská republika, na DR-CAFTA.
Původní vztah mezi státy Střední Ameriky a Spojenými státy byl rozšířen o Kanadu a Mexiko a v současné době DR-CAFTA představuje soubor vzájemných bilaterálních obchodních vztahů tří největších severoamerických států s výše jmenovanými státy Střední Ameriky.
Účelem této dohody bylo vytvoření zóny volného obchodu podobné NAFTA, která v současné době zahrnuje USA, Kanadu a Mexiko. DR-CAFTA měla též znamenat odrazový můstek pro FTAA (Free Trade Area of the Americas - volná obchodní zóna (obou) Amerik), která by do volné obchodní zóny zahrnula i státy Jižní Ameriky. Pokud by byla zmíněnými státy přijata, okamžitě zmizí 80 % z exportních cel USA a zbytek by postupně ubýval v průběhu následující dekády. Projekt FTAA již však není nadále rozvíjen.
I s Dominikánskou republikou se DR-CAFTA stala pro USA šestnáctým největším ekonomickým partnerem, s celkovým objemem obchodu 53 miliard dolarů ročně. DR-CAFTA je považována za nezbytný krok před stavbou ambiciózního plánu Puebla Panama Interamerické rozvojové banky, jehož součástí je např. i stavba dálnice spojující Ciudad de Panamá, Ciudad de México a Spojené státy.
DR-CAFTA obecně redukuje cla, jež jsou formou daně, nicméně každá země si může určit takovou míru zdanění, jakou uzná za vhodnou.